# La bocca dell'anima
La bocca dell'anima è un film drammatico del 2024 scritto e diretto da Giuseppe Carleo e prodotto da Favorita Film.
Presentato al 70° Taormina Film Festival, l'esordio al lungometraggio del regista palermitano è uscito nelle sale del territorio nazionale il 26 settembre 2024.

## Trama
Pallido, sporco ed emaciato, Giovanni Velasques (Maziar Firouzi) ritorna nel suo paese natale, un piccolo villaggio arroccato sulle montagne dell’entroterra siciliano. Un oscuro trauma che si porta dalla guerra provoca in lui una violenta crisi. A liberarlo da questa sofferenza è una vecchia maara che lo inizia all'arte della magia, rivelandogli di possedere il dono, lo spirito di un uomo morto con il quale potrà aiutare gli altri. Ben presto l'autorevolezza conquistata dal nuovo mago lo porta a scontrarsi con le altre facce del potere, la Chiesa e la Mafia. Giovanni ripiomba in una solitudine che lo incattivisce, finché il grido di dolore della sua famiglia lo richiama al ruolo di padre e lo intima a rinnegare quello spirito “diabolico” che alberga nel suo corpo. Ma quest'anima sacra, venerata come una divinità, potrà davvero perdersi nell'oblio?

## Riconoscimenti
- 2024 – Taormina Film Fest
  - In concorso nella sezione Officina Sicilia